# Ctenistochlora fallax
Ctenistochlora fallax là một loài bướm đêm trong họ Geometridae.